# بخش کپره
کپره یک منطقه از استان نومبایل در جنوب شرقی بورکینا فاسو است. پایتخت آن در شهر کپره قرار دارد.